# Dan Heimiller
Daniel Heimiller, detto Dan (25 giugno 1962), è un giocatore di poker statunitense.
Vanta due braccialetti WSOP, conquistati nell'edizione 2002 ($2.000 Limit Hold'em & 7 card stud, in cui sconfisse il britannico Ram Vaswani nell'heads-up finale) e nel 2014 ($1.000 Seniors No Limit Hold'em Championship)
In totale ha collezionato 45 piazzamenti a premi WSOP, il primo dei quale alle WSOP 1997. Oltre a ciò, ha raggiunto due tavoli finali del World Poker Tour e uno dell'European Poker Tour; sia nel WPT sia nell'EPT può vantare 8 piazzamenti a premi.

## Braccialetti WSOP
| Anno | Torneo                                       | Premio   |
| ---- | -------------------------------------------- | -------- |
| 2002 | $2.000 Limit Hold'em & 7 card stud           | $108.300 |
| 2014 | $1.000 Seniors No Limit Hold'em Championship | $627.462 |